# Krasji vrh
Krasji vrh – szczyt górski o wysokości 1773 m n.p.m. znajdujący się na terenie Alp Julijskich w Słowenii.

## Geografia
Góra położona na grzbiecie Polovnik, którego jest najwyższym szczytem. Znajduje się pomiędzy Gminą Bovec, a Gminą Kobarid. W pobliżu znajduje się także Veliki vrh (1768 m n.p.m.). Pod górą przepływają rzeki Socza oraz Slatnica i znajdują się wsie Trnovo ob Soči, Drežnica, Magozd oraz Drežniške Ravne.

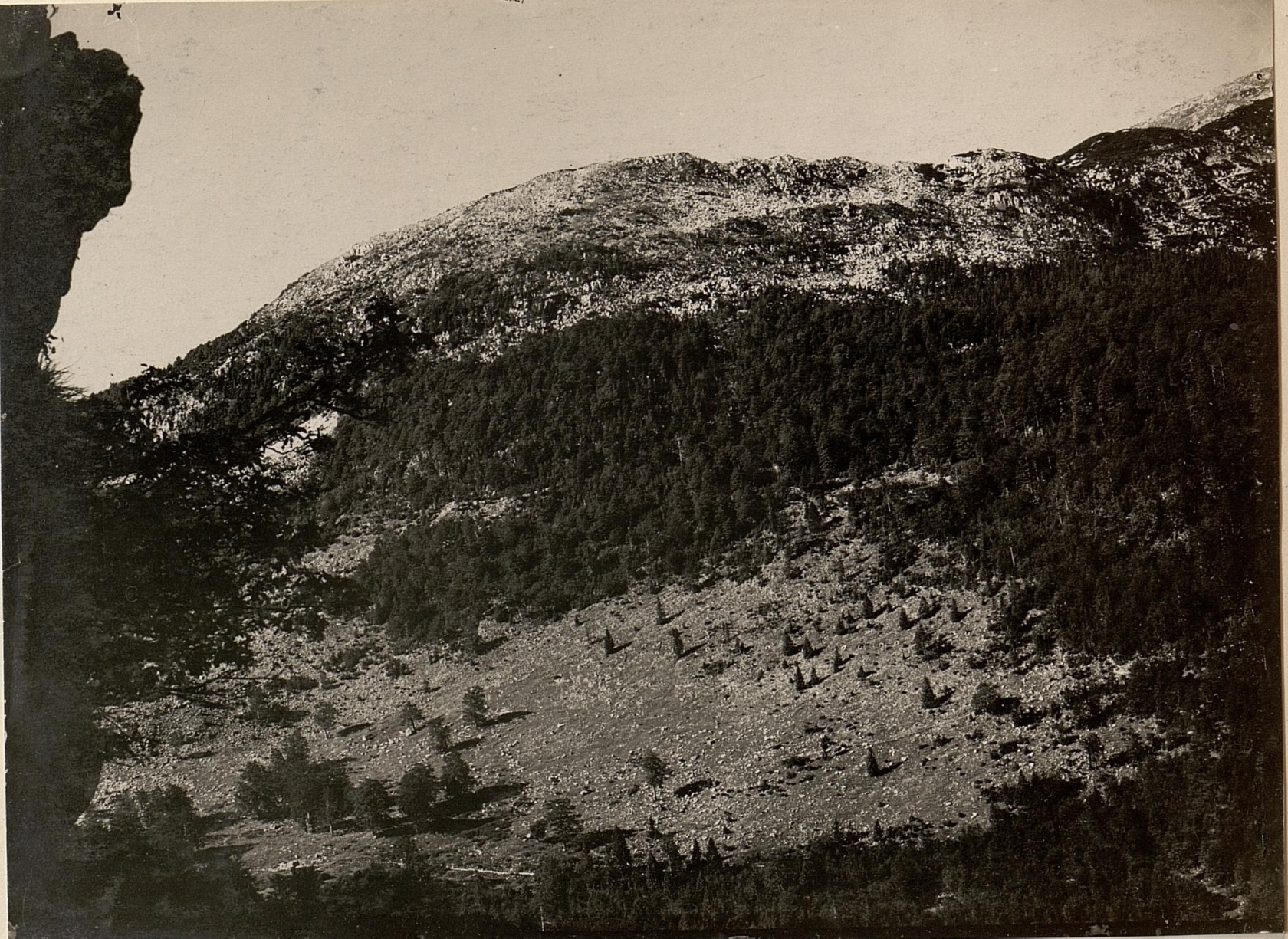
Stara zdjęcie Krasji vrh z podczas I wojny światowej (30 czerwca 1916)

## Historia
W czasie I wojny światowej na Krasjim vrhu włoska armia miała posterunki z działami przeciwlotniczymi, które strzelały do samolotów zwiadowczych.

## Turystyka
Na szczyt można dojść z pobliskich miejscowości i wsi. Można na nim uprawiać wspinaczkę górską, a także narciarstwo.

## Fauna i Flora
Natura na szczycie została częściowo zniszczona w czasie I wojny światowej. Występują tam jednak orły, jastrzębie oraz gromady motyli.

## Dostęp
Wymieniona jest większość znakowanych szlaków turystycznych:
- Drežniške Ravne - Krasji vrh 3 h
- Planina Zapleč - Krasji vrh 2 h